# Cueva del Espíritu Santo
Die Cueva del Espíritu Santo („Höhle des Heiligen Geistes“; auch als Cueva de Corinto bekannt) ist eine salvadorianische Höhle und Nationaldenkmal im Departamento Morazán in El Salvador.
Die Höhle befindet sich auf einer Höhe von 839 Meter über dem Meeresspiegel in einer stark bewaldeten Vulkanlandschaft, zwei Kilometer nördlich vom Municipio Corinto entfernt. Sie ist etwa 60 Meter breit, 30 Meter hoch und 20 Meter tief und hat mehrere seitliche Kammern.
Es gibt rund 200 Petroglyphen in der Höhle, die jeweils mit unterschiedlichen Farben ausgeführt wurden, darunter Rot, Ocker, Schwarz, Grün, Gelb und Weiß. Die Größe der einzelnen Felszeichnungen ist sehr unterschiedlich, einige der menschlichen Figuren sind bis zu 100 cm hoch, die meist kleineren dagegen nur etwa 30 cm.  Allgemeine Symbole sind zwischen 4 und 50 cm in der Höhe.
Die erste archäologische Forschung wurde 1926 durchgeführt. Man geht davon aus, dass die Höhle  von rund 200 Personen bereits im 12. Jahrtausend v. Chr. bewohnt war. Der Hamburger Archäologe Wolfgang Haberland (1922–2015) führte in den späten 1970er Jahren Studien zu den zahlreichen Petroglyphen durch und belegte, dass die Höhle zu der Besiedlung der Pre-Classic-Zeit der mesoamerikanischen Zivilisation gehört. Die Felsmalereien aus dieser Zeit belegen, dass Menschen bereits Stiefel aus Tierhaut und Fell besaßen und auch ihre Füße mit Leder und Fellstücken umwickelten.